# Ханс Кристоф фон Шеленберг
Ханс Кристоф фон Шеленберг (на немски: Hans Christoph Freiherr von Schellenberg; † 31 октомври 1692 в Кислег в Баден-Вюртемберг) е фрайхер, благородник от род Шеленберг от днешното Княжество Лихтенщайн.
Той е син на Габриел Дионис фон Шеленберг († 1606) и втората му съпруга Елизабет фон Рамшваг († сл. 1630).
Фамилията притежава от 1381 г. чрез женитба господството Кислег в Баден-Вюртемберг.
През 1637 г. император Фердинанд II издига Ханс Кристоф фон Шеленберг на фрайхер.
Ханс Кристоф фон Шеленберг умира на 31 октомври 1692 г. в Кислег. Господството Шеленберг е завладяно през 1699 г. от Лихтенщайнерите.

## Фамилия
Ханс Кристоф фон Шеленберг се жени за Беатрикс фон Ландсберг. Те имат пет деца:
- Фридрих Дионис фон Шеленберг (* 11 януари 1624; † 1658/1659), женен за Мария Магдалена фон Нойенщайн († 1696)
- Херман Марквард фон Шеленберг († пр. 1656)
- Йохан Якоб фон Шеленберг (* 1625/1626; † 25 октомври 1692), женен за Анна Мария де Грамонт
- Барбара фон Шеленберг († сл. 1694), омъжена 1630 г. за фрайхер Хиронимус Фридрих фон Фрайберг († 20/30 август 1687)
- Хелена фон Шеленберг

Ханс Кристоф фон Шеленберг се жени втори път 1637 г. за графиня Мария Рената фон Хоенцолерн-Зигмаринген (* 25 септември 1612; † 1648), дъщеря на граф Ернст Георг V фон Хоенцолерн-Зигмаринген (1585 – 1623) и Мария Якобея фон Райтенау († 1663). Съпругата му е внучка на 1. граф Карл II фон Хоенцолерн-Зигмаринген (1547 – 1606) и Евфросина фон Йотинген-Валерщайн (1552 – 1590) и племенница на княз Йохан фон Хоенцолерн-Зигмаринген (1578 – 1638) и на кардинал Айтел Фридрих фон Хоенцолерн (1582 – 1625), епископ на Оснабрюк. Те имат седем деца, от които пораства само една дъщеря:
- Ернст Фридрих фон Шеленберг
- Филип Вернер фон Шеленберг
- Йохан Улрих фон Шеленберг
- Беатрикс фон Шеленберг
- Елизабет Кунигунда фон Шеленберг
- Мария Сабина фон Шеленберг
- Мария фон Шеленберг, омъжена за фрайхер Улрих Албрехт фон Мугентал

Ханс Кристоф фон Шеленберг се жени трети път вер. на 28 ноември 1649 г. за Мария Анастасия де Грамонт († сл. 1659). Бракът е бездетен.